# Parembia valida
Parembia valida är en insektsart som först beskrevs av Hagen 1885.  Parembia valida ingår i släktet Parembia och familjen Embiidae. Inga underarter finns listade i Catalogue of Life.